# 时空系列
超時空之鑰系列是由史克威尔艾尼克斯（原史克威尔）开发并发行的电子角色扮演游戏系列。游戏首作为1995年於超級任天堂上發行的《时空之轮》，其后有两部续作《Radical Dreamers》和《穿越时空》推出。此外系列还有一部採用初代背景的動畫短片《时空冒险Numa Monjar》，初代遊戲也已移植至多個平台。截至2003年3月31日，《时空之轮》以265万套的出貨量成为史克威尔艾尼克斯第12畅销游戏；《穿越时空》以150万套的出貨量排第24位。截至2019年，两部游戏合計已售出超過550万套。游戏获得非常积极的评价。《时空之轮》六次登上多媒体网站IGN“史上100大游戏”榜单的高位——2002年列第4，2005年上半年列第6，2005年下半年列第13，2006年列第2，2007年列第18，2008年列第2。系列音乐主要由光田康典譜寫，並获得了極高的評價。

## 游戏

### 时空之轮
《时空之轮》是一款超级任天堂角色扮演游戏，游戏于1995年3月11日在日本发行，1995年8月22日在北美发行。游戏剧情讲述了以克罗诺为首的一群年轻人的冒险；在游戏中，克罗诺意外的被时间传送，并了解到世界将会在遥远的未来毁灭。他们发誓要阻止这场灾难，并穿越历史寻找拯救星球的方法。《时空之轮》于1999年单独移植到日本PlayStation平台，并于2001年收录于北美的《最终幻想编年史》合辑中。《时空之轮》任天堂DS移植版于2008年11月20日发行。游戏如今被视为史上最伟大的游戏之一。
《时空之轮》催生了数个续作和资料片/插件，其中之首为1995年Satellaview上发行的三款作品。这些包括：改编自《时空之轮》小游戏的竞速游戏《时空之轮 喷射赛车特别版》；配有游戏角色和怪兽档案的《时空之轮 角色档案馆》；以及收录游戏原声音乐《时空之轮 音乐档案馆》。《角色档案馆》和《音乐档案馆》后来作为附加内容，收录于PlayStation版《时空之轮》中。

### Radical Dreamers
《Radical Dreamers -盗不走的宝石-》是日本制作，1996年为超级任天堂Satellaview扩展发行的文字游戏。玩家扮演年轻的冒险家角色泽格，同行的还有年轻的盗贼基德，以及神秘的蒙面魔术师基尔。情节是《时空之轮》的外传，圆满了前作剧情的零散结局。

### 穿越时空
《穿越时空》于1999年11月18日在日本PlayStation平台发行，美版于2000年8月15日发行。情节部分在《Radical Dreamers》的基础上重制，继而代其成为《时空之轮》的续作。游戏主角为基尔，面对他在童年时死亡的交替现实，努力发现自己的过去并遇到了基德——一个寻找人造物冰冻火焰的盗贼。基尔和基德的命运最终显示了他们在《时空之轮》事件中的根源。

### Chrono Brake
“Chrono Brake”（クロノ・ブレーク）和“Chrono Break”是史克威尔的两个商标；第一个商标于2001年11月5日在日本申请，第二个商标于同年12月5日在美国注册。在注册之前的新闻稿中，坂口博信提到，《穿越时空》团队有兴趣为时空系列开发新游戏，并正在构思剧本和情节理念。然而。史克威尔没有继续发布新闻，美国商标“Chrono Break”最终于2003年11月13日放弃。

## 时空冒险Numa Monjar
《时空冒险Numa Monjar》是採初代遊戲設定編寫，長度16分钟的搞笑动画短片，于1996年7月31日的日本V-Jump节放映。动画由Production I.G创作，井澤宽和菊池晃弘编剧，川崎逸朗担任监督，冈村天斋担任动画监督，西野理惠负责角色设计。
动画设定与《时空之轮》相同，发生在游戏时间开始前的前夜。游戏讲述了两个游戏中的怪物努和马默的各种冒险，两角色分别由茶风林和田中真弓配音。情节全部发生在“千年祭”——即《时空之轮》开场中的节日——上，怪物们通过传送门前来聚会。他们遇到了数个游戏角色，包括约翰尼和冈萨雷斯。动画以翌日怪物全部离开，克罗诺和璐卡出现收尾。片尾演职员表字母的背景动画显示了努和马默戏仿游戏场景的画面。
继动画后，1996年《V Jump》出版的同名漫画连载。连载讲述了马默和努，加入了约翰尼和Spekkio，继续他们冒险的故事。他们在路上遇到了各个《时空之轮》角色，包括正宗、拉沃斯、加斯帕、奥齐、萨拉斯和菲拉。1998年，连载章节以单行本形式出版。

## 概念与创作
《时空之轮》完成於1995年，由青木和彦擔任制作人，松井聪彦、北濑佳范和时田贵司监督。开发团队被称作“梦幻组合”，由以最终幻想闻名的监督坂口博信，以勇者斗恶龙闻名的自由监督堀井雄二以及角色设计鸟山明组成，因而游戏开发也被称作“梦幻工程”。堀井负责游戏情节大纲；因他是电视连续剧《时光隧道》等时间旅行题材的爱好者，故专注于《时空之轮》的时间旅行主题。大纲随后由剧情企划兼编剧加藤正人充实。
1996年，加藤正人等几位《时空之轮》开发成员为超级任天堂的扩展Satellaview创作了一款小作品，题为《Radical Dreamers -盗不走的宝石-》。最初游戏打算做成一款短小的原始文字制冒险游戏，在三个月内完成且几乎没有企划。然而到了开发末期，加藤将游戏情节和角色与《时空之轮》联系了起来，变成了一部外传。因为游戏平台并非主流，二者联系故意模糊，且未为游戏发行打广告。
1999年，《时空之轮》续作《穿越时空》的消息公布。尽管“梦幻团队”成员没有参与《穿越时空》，但游戏几乎延续了首作的开发团队。在基本游戏系统和游戏性上，制作人田中弘道明确新作不是《时空之轮》的续作；取而代之，游戏设计师的方法是让“游戏性随硬件而发展”，创作一款全新游戏，调整以前的风格来最大化游戏机的性能。尽管时间旅行依然深入游戏情节，但游戏性却聚焦于平行世界主题。在基本情节方面，总监兼编剧加藤正人称，《穿越时空》“不是《时空之轮2》”，但是“由轮推动的”“另一个《时空》”。

## 音乐
时空系列的音乐主要由光田康典谱写。《时空之轮》是他首个谱曲的游戏。然而在光田患胃溃疡后，最终幻想的作曲者植松伸夫接任做了10首曲目。在游戏发售当时，曲目数量本身和音效都是空前的。此外另有单碟酸性爵士编曲《时之尽头》发行。光田继续为《Radical Dreamers》创作原声，该原声从未商业发售。
1999年光田康典在和加藤正人接触后，继续返回为《穿越时空》配乐。光田决定以旧大陆文化影响为中心，包括地中海、法多、凯尔特和敲击的非洲音乐。《异度装甲》参与者吉良知彦为片首曲和片尾曲演奏吉他。加藤正人水户濑纪子演唱结尾曲《Radical Dreamers ～Le Trésor Interdit》。光田对即使完成他设想的一半都很高兴。一些歌曲复刻自《Radical Dreamers》的配乐，另一些原声则使用了《时空之轮》和《Radical Dreamers》的主乐调。
2006年，光田康典为Play!电子游戏音乐会改编了几首时空系列音乐，其中包括《时空之轮》和《穿越时空》的主题曲，以及《青蛙主题曲》和《To Far Away Times》。

## 评价
| 游戏     | Metacritic     |
| -------- | -------------- |
| 时空之轮 | DS：92 iOS：71 |
| 穿越时空 | 94             |

时空系列在游戏排名和销量上都非常成功。1995年《时空之轮》的超級任天堂版在上市两个月内达到200万套销量，2003年時超任版和PS1版合計已在日本出貨236万套，日本以外出貨29万套。在1995年末，游戏位列《勇者斗恶龙VI 幻之大地》和《超级大金刚2》之后，排在当年日本的年度销量榜第三位。游戏在北美发售也相当成功，收录PlayStation重制版的《最终幻想编年史》占据NPD TRSTS PlayStation销量榜单首位6周。截至2008年12月，《时空之轮》DS重制版在日本出货49万套，在北美出货22万套。《穿越时空》亦销量不错，在日本和日本以外分别出货85万套和65万套。游戏还作为精选辑游戏在美国再发行，并随后再次收录于日本Ultimate Hit系列中。截至2018年，在未含同年首度上市的PC版本下，《超時空之鑰》累計已出貨超過350萬套。截至2019年，《超時空之鑰》與《超時空之鑰 次元之旅》两部游戏合計已售出超過550万套。
《时空之轮》六次登上多媒体网站IGN“史上100大游戏”榜单的高位——2002年列第4，2005年上半年列第6，2005年下半年列第13，2006年列第2，2007年列第18，2008年列第2。GameSpot在2006年4月将《时空之轮》列入“史上最伟大游戏”，游戏还在日本杂志《Fami通》举办的“史上最佳100游戏”票选中名列第28。《任天堂力量》第100期将游戏列入其“史上100佳任天堂游戏”的第8位，并在其20周年纪念刊上将其列为第五大超级任天堂游戏。《穿越时空》也获评论者好评；GameSpot给游戏打了10分，是当时40,000个游戏中7个仅有的满分游戏之一，游戏还获得它们的2000年度游戏机游戏奖。IGN给游戏打了9.7分，《穿越时空》还在他们2008年最佳100游戏榜单中名列第89。
系列音乐或高度评价并广为流行。IGN称《时空之轮》原声为“史上的最佳电子游戏原声音乐之一”，并称音乐是游戏能“俘获玩家情感”的一大环节。它还称原声为“RPG史上一些最难忘的旋律”。游戏获得了《电子游戏月刊》1995年电子游戏奖之“卡带游戏之最佳音乐奖”。《穿越时空》的原声获得2000年索尼PlayStation奖的金奖。IGN在游戏评论中称原声音乐“是绝妙的配乐”。在一个日本RPG作曲家专栏中，IGN认为光田康典在十大杰出音乐家中，继植松伸夫排名第二。